# عمر فتاح حسین
عُمَر فتاح حسین (انگلیسی: Omer Fattah Hussain؛ زادهٔ ۱۹۴۸ میلادی) سیاست‌مدار اهل عراق و معاون سابق نخست‌وزیر دولت منطقه‌ای کردستان در عراق است. به دلیل مشکلات سیاسی در اتحادیه میهنی کردستان، او در تاریخ ۲۴ فوریه ۲۰۰۹ میلادی از این مقام استعفاء داد.